# Wallenius Marine
Wallenius Marine är ett svenskt företag för fartygsunderhåll och -konstruktion med omkring 800 anställda.
Företaget bildades ur Walleniusrederierna 2003 för att hantera fartygsunderhåll och tekniska tjänster samt nybyggnader och konstruktioner. Wallenius Marine arbetar framför allt med fordonsfrakt- och RoRo-fartyg. 
Det ägs av Rederi AB Soya.
Wallenius Marine utvecklar bland annat sedan 2017 det seglande fordonsfraktfartygskonceptet Oceanbird. Fartyget tänks framdrivas av stora vingliknande fasta segel och skulle bli världens största seglande fartyg, med kapacitet att lasta 7.000 bilar.